# راجر تیلور (تنیس‌باز)
 راجر تیلور (انگلیسی: Roger Taylor؛ زاده ۱۴ اکتبر ۱۹۴۱) یک تنیس‌باز اهل بریتانیا است.